# Steven Langton
Steven Langton, född den 15 april 1983 i Malden, Massachusetts, USA, är en amerikansk bobåkare.
Han tog OS-brons i herrarnas tvåmanna i samband med de olympiska bobtävlingarna 2014 i Sotji. 
Han deltog i Amazing Race säsong 26 tillsammans med sin flickvän Aly Dudek, som också varit med i OS.